# Ménil-sur-Saulx
Ménil-sur-Saulx é uma comuna francesa na região administrativa de Grande Leste, no departamento de Meuse. Estende-se por uma área de 12,03 km². Em 2010 a comuna tinha 264 habitantes (densidade: 21,9 hab./km²).